# Яйои
Яйои (на японски: 弥生時代) е период от японската праистория, започнал в началото на неолита в Япония, продължил през бронзовата епоха и към края си прелива в желязната епоха.
От 1980-те години учените дискутират, че периодът, който преди се е считал за преходен от периода Джомон, трябва да бъде класифициран като ранен Яйои. Годината на започването на този преход, обаче, е обект на спорове, като оценките варират от 10 до 6 век пр.н.е.
Периодът Яйой получава своето име през XIX век, когато археолози откриват артефакти и останки от този етап в квартал Яйой, Токио. Най-характерните белези на периода са появата на нов стил керамика и началото на интензивно отглеждане на ориз в напоителни оризови полета.
Яйойската керамика се отличава със своята практичност и опростен дизайн, за разлика от декоративната и сложна керамика на периода Дзёмон. С въвеждането на оризовото земеделие хората започват да водят уседнал начин на живот в продължение на дълги периоди от време.
В този период се разпространяват и металургични технологии, базирани на бронз и желязо. Местното население започва да тъче платове от коноп, както и да живее в къщи с покриви от слама и надигнати подове (т.е. върху платформи).
Културата Яйой следва периода Дзёмон (около 14 000 пр.н.е. – 1000 пр.н.е.) и процъфтява в географския регион, обхващащ южната част на Кюшу до северен Хоншу. Археологическите изследвания определят „хората Яйой“ като обобщен термин за земеделски общности, пристигнали по време на периода Яйой от Корейския полуостров и южните региони; понятието не се отнася до конкретна етническа група. Смята се, че тези преселници постепенно се смесват със съществуващото население на архипелага — хората от периода Дзёмон — и така се формира съвременният японски народ.
Съществуват регионални различия в степента на влияние на културата Яйой. Например в Кюшу, Окинава и североизточна Япония (регион Тохоку) преобладават елементи от Джомон, докато в Кансай и Шикоку се наблюдава силно влияние на Яйой културата.